# Waleramo di Jülich
Waleramo di Hengenbach in tedesco: Walram von Jülich (1303/04 – Parigi, 4 luglio 1349) è stato un nobile tedesco, fu Principe arcivescovo di Colonia, dal 1332 alla sua morte.

## Origine
Waleramo, secondo la Allgemeine Deutsche Biographie era il figlio maschio terzogenito del conte di Jülich, Gerardo VI e della moglie, Elisabetta di Brabante, figlia del signore di Vierzon e d'Aarschot, Goffredo del Brabante e della moglie, Giovanna, signora di Vierzon e di Maizières, come ci conferma la Histoire généalogique des ducs de Bourgogne de la maison de France.

Gerardo VI di Jülich, secondo la Allgemeine Deutsche Biographie era il figlio maschio quartogenito del conte di Jülich, Guglielmo IV e della moglie, Riccarda di Gheldria, figlia del conte di Gheldria e conte di Zutphen, Gerardo III, e di Margherita di Brabante, come ci viene confermato dalla Genealogia Ducum Brabantiæ Heredum Franciæ, figlia del duca della Bassa Lorena (Lotaringia), duca di Lovanio e duca di Brabante, Enrico I e della moglie, Matilde di Lorena.

## Biografia
Essendo il figlio maschio più giovane, Waleramo fu avviato alla carriera ecclesiastica.
Ancor giovane, divenne Prevosto a Liegi e canonico della Cattedrale di Colonia.
L'ultimo documento di suo padre, Gerardo VI, è datato 10 marzo 1328; suo fratello, Guglielmo, gli succedette, nella contea di Jülich, come Guglielmo V il 29 luglio 1328, il conte Guglielmo V, con l'aiuto del re di Francia, Filippo VI di Valois fece consacrare da papa Giovanni XXII, ad Avignone senza essere stato eletto dal capitolo della cattedrale di Colonia.
Waleramo cercò di estendere i suoi domini, e, per questo si trovò a lottare con il conte di Mark, Adolfo II, che lo portò, nel 1344, per mancanza di denaro, ad un umiliante compromesso con il capitolo della cattedrale.
Suo fratello, Guglielmo V, che era il cognato di due re, Ludovico IV di Baviera, detto il Bavaro, re di Germania ed Edoardo III, re d'Inghilterra,  lo guidò politicamente nel governo della arcidiocesi. Waleramo, come Guglielmo fu partigiano di Ludovico il Bavaro, ma in un secondo tempo, probabilmente per la sua cronica mancanza di denaro, appoggiò Carlo IV di Lussemburgo, e, il 25 novembre 1346 incoronò Carlo, re di Germania, a Bonn, poiché la città di Aquisgrana in cui i re venivano incoronati, era rimasta fedele al re Ludovico. Dopo la morte di Ludovico, Waleramo incoronò di nuovo Carlo IV il 25 luglio 1349 ad Aquisgrana.
Poco dopo la seconda incoronazione di Carlo IV, probabilmente Waleramo andò a Parigi come suo inviato dal re Filippo VI, per contrattare un'alleanza contro gli inglesi. Il 14 agosto 1349, forse assassinato, Waleramo morì a Parigi, come ci viene confermato anche dalla Chronica Comitum de Marka, che ci informa che fu inumato nel Duomo di Colonia.

## Discendenza
Di Waleramo non si conosce alcuna discendenza

## Ascendenza
|                                          |                              |                                          | Genitori                                    |  |  | Nonni |  |  | Bisnonni                       |  |  | Trisnonni                          |  |
|                                          |                              |                                          |                                             |  |  |       |  |  | Guglielmo III, conte di Jülich |  |  | Everardo II, signore di Hengenbach |  |
|                                          |                              |                                          |                                             |  |  |       |  |  | Guglielmo III, conte di Jülich |  |  | Everardo II, signore di Hengenbach |  |
|                                          |                              | Giuditta di Jülich                       |                                             |  |  |       |  |  | Guglielmo III, conte di Jülich |  |  |                                    |  |
| Guglielmo IV, conte di Jülich            |                              |                                          |                                             |  |  |       |  |  | Guglielmo III, conte di Jülich |  |  |                                    |  |
|                                          |                              | Matilde di Limburgo                      | Valerano III, duca di Limburgo              |  |  |       |  |  |                                |  |  |                                    |  |
|                                          |                              | Matilde di Limburgo                      | Valerano III, duca di Limburgo              |  |  |       |  |  |                                |  |  |                                    |  |
|                                          |                              | Matilde di Limburgo                      | Cunegonda di Lorena                         |  |  |       |  |  |                                |  |  |                                    |  |
| Gerardo VI, conte di Jülich              |                              | Matilde di Limburgo                      |                                             |  |  |       |  |  |                                |  |  |                                    |  |
|                                          |                              | Gerardo III, conte di Gheldria           | Ottone I, conte di Gheldria                 |  |  |       |  |  |                                |  |  |                                    |  |
|                                          |                              | Gerardo III, conte di Gheldria           | Ottone I, conte di Gheldria                 |  |  |       |  |  |                                |  |  |                                    |  |
|                                          |                              | Gerardo III, conte di Gheldria           | Riccarda di Baviera                         |  |  |       |  |  |                                |  |  |                                    |  |
| Riccarda di Gheldria                     |                              | Gerardo III, conte di Gheldria           |                                             |  |  |       |  |  |                                |  |  |                                    |  |
|                                          |                              | Margherita di Brabante                   | Enrico I, duca di Brabante                  |  |  |       |  |  |                                |  |  |                                    |  |
|                                          |                              | Margherita di Brabante                   | Enrico I, duca di Brabante                  |  |  |       |  |  |                                |  |  |                                    |  |
|                                          |                              | Margherita di Brabante                   | Matilde di Lorena                           |  |  |       |  |  |                                |  |  |                                    |  |
| Waleramo di Jülich                       |                              | Margherita di Brabante                   |                                             |  |  |       |  |  |                                |  |  |                                    |  |
|                                          | Enrico III, duca di Brabante | Enrico II, duca di Brabante              |                                             |  |  |       |  |  |                                |  |  |                                    |  |
|                                          | Enrico III, duca di Brabante | Enrico II, duca di Brabante              |                                             |  |  |       |  |  |                                |  |  |                                    |  |
|                                          | Enrico III, duca di Brabante | Maria di Svevia                          |                                             |  |  |       |  |  |                                |  |  |                                    |  |
| Goffredo di Brabante, signore d'Aerschot | Enrico III, duca di Brabante |                                          |                                             |  |  |       |  |  |                                |  |  |                                    |  |
|                                          |                              | Alice di Borgogna                        | Ugo IV, duca di Borgogna                    |  |  |       |  |  |                                |  |  |                                    |  |
|                                          |                              | Alice di Borgogna                        | Ugo IV, duca di Borgogna                    |  |  |       |  |  |                                |  |  |                                    |  |
|                                          |                              | Alice di Borgogna                        | Yolanda di Dreux                            |  |  |       |  |  |                                |  |  |                                    |  |
| Elisabetta di Brabante                   |                              | Alice di Borgogna                        |                                             |  |  |       |  |  |                                |  |  |                                    |  |
|                                          |                              | Erveo IV, signore di Vierzon             | Guglielmo II, signore di Vierzon            |  |  |       |  |  |                                |  |  |                                    |  |
|                                          |                              | Erveo IV, signore di Vierzon             | Guglielmo II, signore di Vierzon            |  |  |       |  |  |                                |  |  |                                    |  |
|                                          |                              | Erveo IV, signore di Vierzon             | Bianca di Joigny                            |  |  |       |  |  |                                |  |  |                                    |  |
| Giovanna, signora di Vierzon e Maizières |                              | Erveo IV, signore di Vierzon             |                                             |  |  |       |  |  |                                |  |  |                                    |  |
|                                          |                              | Giovanna di Brenne, signora di Maizières | Guglielmo di Brenne, signore di Rochecorbon |  |  |       |  |  |                                |  |  |                                    |  |
|                                          |                              | Giovanna di Brenne, signora di Maizières | Guglielmo di Brenne, signore di Rochecorbon |  |  |       |  |  |                                |  |  |                                    |  |
|                                          |                              | Giovanna di Brenne, signora di Maizières | Matilde di Mirebeau                         |  |  |       |  |  |                                |  |  |                                    |  |
|                                          |                              | Giovanna di Brenne, signora di Maizières |                                             |  |  |       |  |  |                                |  |  |                                    |  |

### Fonti primarie
- (LA)  Monumenta Germaniae Historica, Scriptores Rerum germanicarum, tomus VI.
- (LA)  Urkundenbuch für die Geschichte des Niederrheins, Volume 2.
- (LA)  Monumenta Germaniae Historica, tomus XXV.

### Letteratura storiografica
- (DE)  Waleramo di_Jülich, da Allgemeine Deutsche Biographie
- (DE)  Gerhard (VI.), Graf von Jülich, da Allgemeine Deutsche Biographie
- (DE)  Guglielmo I duca di Jülic, da Allgemeine Deutsche Biographie
- (FR)  Histoire généalogique des ducs de Bourgogne de la maison de France.